# ألمير تشوبارا
ألمير تشوبارا مواليد 21 نوفمبر 1997 في سراييفو، البوسنة والهرسك، هو لاعب كرة قدم بوسني يلعب مع نادي جيلييزنيتشار ساراييفو كمدافع.

## روابط خارجية
- ألمير تشوبارا على موقع قاعدة بيانات كرة القدم.إي يو (الإنجليزية)